# Ludwig Ehrlich von Treuenstätt starší
Ludwig Ehrlich von Treuenstätt (pro odlišení od syna uváděn jako L. Ehrlich starší, celým jménem Ludwig Anton Ehrlich von Treuenstätt; 6. června 1810 Liberec – 27. června 1869 Františkovy Lázně) byl rakouský a český podnikatel a politik německé národnosti, v 2. polovině 19. století poslanec Českého zemského sněmu a starosta Liberce.

## Biografie
Pocházel z vlivné českoněmecké rodiny, původně usazené v Pardubicích, od počátku 19. působící v Liberci. 12. března 1867 získal Řád železné koruny a spolu s tím i rytířský titul s přídomkem von Treuenstätt. Profesí byl lékárníkem a chemikem. Roku 1833 získal po otci libereckou lékárnu Zum goldenen Löwen. Byl veřejně a politicky aktivní. Roku 1841 spoluzakládal liberecký živnostenský spolek, v němž dlouhodobě působil jako jednatel pro obor chemie a fyziky. Po roce 1844 byl členem městského výboru pro stavbu nemocnice. Od roku 1844 zasedal v obecním výboru. V roce 1849 navrhl, aby Liberec měl zvláštní statut, což roku 1850 císař schválil. Od 26. února 1851 do 30. května 1866 potom byl prvním starostou Liberce. Za jeho starostování došlo k reformě chudobince, sirotčince a městského špitálu. Změnami prošlo i školství (vznik vyšší reálné školy, obchodní školy).
Angažoval se i ve vysoké politice. V zemských volbách v roce 1861 se stal místo poslancem Českého zemského sněmu. Reprezentoval městskou kurii, obvod Liberec. Byl oficiálním kandidátem německého volebního výboru. Na funkci zemského poslance rezignoval roku 1865.
Zemřel v červnu 1869. Jeho syn Ludwig Ehrlich von Treuenstätt mladší byl rovněž zemským poslancem a v 80. letech 19. století starostou Liberce.